# Itó (Sizuoka)
Itó (伊東市; Hepburn: Itō) japán város az Izu-félsziget keleti partján, Sizuokában. Lakossága 2014 januárjában megközelítőleg 69 618 fő, népsűrűsége 561 fő/km², míg teljes területe 124,13 km². A város jelentős részét a Fudzsi-Hakone-Izu Nemzeti Park teszi ki.

## Földrajz
Itó a Sizuoka prefektúra keleti részén, az Izu-félsziget északkelet csücskében helyezkedik el, vele szemben a Szagami-öböl és a Csendes-óceán van. Felszíne dombos, partvidéke erősen tagolt. Éghajlata mérsékelt óceáni, meleg nyarakkal és rövid, hűvös telekkel.

### Környező települések
- Atami
- Izu
- Izunokuni
- Higasiizu

## Népesség
| Lakosok száma | 71 437 | 68 345 | 64 473 |
|               | 2010   | 2015   | 2021   |

## Története
Az Edo-kor alatt az Izu provencia egésze tenrjó terület volt a Tokugava-sógunátus közvetlen irányítása alatt. Itó jelenlegi területe akkoriban tizenöt kis mezőgazdasági és halászati tanyából állt. 1604-ben ezen területen építette fel William Adams angol származású tengerész a Tokugava-sógunátus kérésére Japán első nyugati stílusú hajóit. Az elsőt, egy nyolcvan tonnás hadihajót felmérési célokkal készítették, míg a másodikkal, a San Buena Venturával a Csendes-óceánon át Mexikóba hajóztak. A korszak emlékére utcát (Andzsinmiuradori) neveztek el Adamsről Itóban. A Meidzsi-kor elején, 1889-ben a területet négy faluvá (Cusima, Itó, Komuro és Uszami) osztották a Kamo körzeten belül a kataszteri reform részeként. 1896-ban a terület átkerült a Tagata körzetbe. 1906. január 1-jén a falu megkapta a városi rangot. 1947. augusztus 10-én a szomszédos Komuro falut összevonták Itóval. 1955. április 1-jén a város területe tovább gyarapodott, mivel a szomszédos Cusimát és Uszamit is egybevonták vele.

## Gazdaság
Itó közismert termálfürdő üdülőhely a Tokió metropolisz közelében, gazdaságban a turizmus igen jelentős helyet foglal el. A kereskedelmi halászat és a tőkehal piac másodlagos gazdaságot alkot.

## Közlekedés

### Autópályák
- 135-ös számú országút

### Vasútvonalak
- East Japan Railway Company – Itó-vonal
  - Itó – Uszami
- Izukyu Corporation – Izu Kjúkó-vonal
  - Itó – Minami-Itó – Kavana – Futo – Dzsógaszaki-Kaigan – Izu-Kógen

### Buszok
- Tokai Jidosha
  - Izu Tokai Bus

## Testvérvárosai
- – Szuva, Japán (1965. május 20. óta)
- – Medway, Egyesült Királyság (1982. augusztus 10. óta)
- – Rieti, Olaszország (1985. július 21. óta)

## Híres emberek
- Aki Rjúzan – mangaka
- Cucsija Munejosi – virágművész
- Endó Kjóko – énekes-dalszerző, színésznő
- Ijono Takateru – profi baseball játékos
- Itó Szukecsika – katonai parancsnok
- Itó Takajuki – énekes-dalszerző
- Kibe Josiaki – politikus
- Kibe Sóta – szinkronszínész
- Kinosita Mokutaró – író
- Mori Jóko – író
- Morita Minoru -
- Motegi Kei – profi golfozó
- Simoda Kageki – író
- Szugimoto Hidejo – profi golfozó
- Szuzuki Izumi – író, színésznő
- Udagava Szatohito – profi mountain bike versenyző